# Tratado de Tonchalá de 1959
El Tratado de Tonchalá de 1959 es un tratado bilateral entre Colombia y Venezuela, y cuyo objetivo principal es reafirmar la amistad entre ambos países y abordar cuestiones relacionadas con el tránsito y la residencia de sus respectivos ciudadanos en la zona fronteriza, entre los estados de Norte de Santander y Táchira. Fue firmado el 6 de noviembre de 1959.
Los problemas limítrofes terrestres entre Colombia y Venezuela fueron resueltos inicialmente con el Tratado López de Mesa-Gil Borges en 1941.

## Medidas acordadas
Entre las medidas acordadas se encuentran:
1. Censo y Documentación:
  - Los gobiernos de Venezuela y Colombia debían elaborar un censo de sus nacionales residentes en el territorio del otro país.
  - Se documentaría a aquellos que ejercieran un oficio lícito para su subsistencia.
2. Legalización de Residencia:
  - Se legalizaría la residencia de las personas identificadas y censadas.
  - Esto excluía a quienes ya tuvieran su situación legal definida.
3. Colaboración en Seguridad:
  - Se establecería colaboración entre los servicios de seguridad para la vigilancia y captura de criminales reclamados por cada país.
  - Los organismos de Extranjería compartirían información sobre transgresores de la ley.
4. Trabajadores Agrícolas:
  - Los trabajadores agrícolas disfrutarían de un régimen fronterizo especial, facilitando su tránsito entre ambos países.